# Paulo Gonçalves
Paulo Gonçalves (ur. 5 lutego 1979 w Gemenes w Portugalii, zm. 12 stycznia 2020 w Lajli, w Arabii Saudyjskiej) – portugalski motocyklista rajdowy. Mistrz Świata w rajdach Cross-Country z 2013 roku, zdobywca drugiego miejsca w Rajdzie Dakar.
Paulo Gonçalves zdobył 23 tytuły w motocrossie, supercrossie i Enduro. W 2006 roku po raz pierwszy wziął udział w Rajdzie Dakar. W 2015 roku zajął drugie miejsce, przegrywając jedynie z Markiem Comą. W latach 2006–2009 startował w ekipie Hondy. Następnie przesiadł się na Husqvarnę, lecz w 2013 powrócił do Hondy. W 2020 roku zasilił zespół hinduskiego producenta, Hero.
W 2013 roku został mistrzem Świata w rajdach Cross-Country organizowanych przez FIM, wygrywając Rajd Maroka, zajął także drugie miejsce w Abu Dhabi Desert Challenge oraz Qatar Cross-Country Rally. W następnym sezonie zajął drugie miejsce w klasyfikacji generalnej, wygrał Abu Dhabi Desert Challenge oraz zajął drugą lokatę w Dos Sertoes Rally. W 2015 był trzeci w punktacji dwukrotnie, zajmując miejsce na podium (trzecie miejsce w Qatar Cross-Country Rally oraz Rajdzie Moroka).
W 2017 roku zawodnik stawał na podium podczas Qatar Cross-Country Rally (drugie miejsce), Atacama Rally (trzecie miejsce) i Desafio Ruta 40 (drugie miejsce). W kolejnym sezonie wygrał Desafio Ruta 40 oraz Desafio Inca.
W 2018 roku Portugalczyk musiał się wycofać tuż przed startem rajdu Dakar z powodu kontuzji kolan i ramion. W 2019 odpadł po wypadku na piątym etapie rajdu.
W 2020 dołączył do Hinduskiego producenta Hero MotoCorp. Na trzecim etapie rajdu kierowca miał awarię silnika i musiał wymieniać jednostkę napędową. Na siódmym etapie, po przejechaniu 276 km odcinka specjalnego, Paulo Gonçalves miał wypadek. Gdy dotarły do niego służby ratownicze był nieprzytomny. Zawodnik był reanimowany i został przetransportowany helikopterem do szpitala w Lajli, gdzie lekarze stwierdzili śmierć motocyklisty.
Prezydent Portugalii Marcelo Rebelo de Sousa powiedział o Gonçalvesie: „Zginął, realizując marzenie o wygraniu jednego z najtrudniejszych i najbardziej niebezpiecznych rajdów na świecie, i zawsze godnie reprezentował Portugalię, zajmując drugie miejsce w 2015 roku”.
W ciągu swojej kariery Gonçalves zaliczył 13 startów w Rajdzie Dakar, 4 razy ukończył rywalizację w pierwszej dziesiątce. W 2015 roku był drugi. Ze względu na swoje nazwisko, jak i szybką jazdę, otrzymał przydomek „Speedy”, pochodzący od postaci z kreskówek Looney Tunes Speedy Gonzalesa.

## Rajd Dakar
| Rok  | Kategoria | Pojazd    | Wynik | Uwagi                                  |
| ---- | --------- | --------- | ----- | -------------------------------------- |
| 2006 | motocykle | Honda     | 25    |                                        |
| 2007 | motocykle | Honda     | 23    |                                        |
| 2009 | motocykle | Honda     | 10    |                                        |
| 2010 | motocykle | Husqvarna | NU    | odpadł na 6. etapie                    |
| 2011 | motocykle | Husqvarna | NU    | odpadł na 8. etapie, wygrał jeden etap |
| 2012 | motocykle | Husqvarna | 26    |                                        |
| 2013 | motocykle | Honda     | 10    |                                        |
| 2014 | motocykle | Honda     | NU    | odpadł na 5. etapie                    |
| 2015 | motocykle | Honda     | 2     | wygrał 1 etap                          |
| 2016 | motocykle | Honda     | NU    | odpadł na 11. etapie, wygrał 1 etap    |
| 2017 | motocykle | Honda     | 7     |                                        |
| 2019 | motocykle | Honda     | NU    | odpadł na 5. etapie                    |
| 2020 | motocykle | Hero      | NU    | zginął w wypadku na 7. etapie          |